# Futbol'nyj Klub Šachtar Donec'k 2018-2019
Questa voce raccoglie le informazioni riguardanti il Futbol'nyj Klub Šachtar Donec'k nelle competizioni ufficiali della stagione 2018-2019.

## Maglie e sponsor
Lo sponsor tecnico per la stagione 2018-2019 è Nike mentre lo sponsor ufficiale è System Capital Management.
| Casa | Trasferta |

## Rosa
| N. |                    | Ruolo | Calciatore             |
| -- | ------------------ | ----- | ---------------------- |
| 1  | Ucraina (bandiera) | P     | Oleksij Ševčenko       |
| 2  | Ucraina (bandiera) | D     | Bohdan Butko           |
| 4  | Ucraina (bandiera) | D     | Serhij Kryvcov         |
| 5  | Georgia (bandiera) | D     | Davit Khocholava       |
| 6  | Ucraina (bandiera) | C     | Taras Stepanenko       |
| 7  | Brasile (bandiera) | C     | Taison (c)             |
| 8  | Nigeria (bandiera) | A     | Olarenwaju Kayode      |
| 9  | Brasile (bandiera) | C     | Dentinho               |
| 10 | Ucraina (bandiera) | A     | Júnior Moraes ()       |
| 11 | Ucraina (bandiera) | C     | Marlos ()              |
| 14 | Brasile (bandiera) | C     | Tetê                   |
| 15 | Ucraina (bandiera) | D     | Valerij Bondarenko     |
| 17 | Ucraina (bandiera) | C     | Maksym Malyšev         |
| 18 | Ucraina (bandiera) | D     | Ivan Ordec'            |
| 19 | Israele (bandiera) | C     | Manor Solomon          |
| 20 | Ucraina (bandiera) | C     | V″jačeslav Tankovs'kyj |
| 21 | Brasile (bandiera) | C     | Alan Patrick           |

| N. |                    | Ruolo | Calciatore          |
| -- | ------------------ | ----- | ------------------- |
| 22 | Ucraina (bandiera) | D     | Mykola Matvijenko   |
| 23 | Brasile (bandiera) | C     | Wellington Nem      |
| 27 | Brasile (bandiera) | C     | Maycon              |
| 28 | Brasile (bandiera) | C     | Marquinhos Cipriano |
| 29 | Ucraina (bandiera) | A     | Andrij Totovyc'kyj  |
| 30 | Ucraina (bandiera) | P     | Andrij Pjatov       |
| 31 | Brasile (bandiera) | D     | Ismaily             |
| 44 | Ucraina (bandiera) | D     | Jaroslav Rakyc'kyj  |
| 50 | Ucraina (bandiera) | C     | Serhij Bolbat       |
| 55 | Ucraina (bandiera) | P     | Oleh Kudryk         |
| 68 | Ucraina (bandiera) | P     | Anatolij Trubin     |
| 74 | Ucraina (bandiera) | C     | Viktor Kovalenko    |
| 77 | Ucraina (bandiera) | D     | Valerij Bondar      |
| 88 | Brasile (bandiera) | C     | Marcos Antônio      |
| 91 | Ucraina (bandiera) | C     | Mychajlo Mudryk     |
| 94 | Ucraina (bandiera) | D     | Oleh Dančenko       |
| 99 | Brasile (bandiera) | C     | Fernando            |

## Calciomercato

### Sessione estiva
| Acquisti | Acquisti            | Acquisti        | Acquisti               |
| R.       | Nome                | da              | Modalità               |
| -------- | ------------------- | --------------- | ---------------------- |
| P        | Oleksij Ševčenko    | Karpaty         | definitivo             |
| D        | Márcio Azevedo      | PAOK            | fine prestito          |
| D        | Oleh Dančenko       | Anži            | fine prestito          |
| D        | Eduard Sobol'       | Slavia Praga    | fine prestito          |
| C        | Serhij Bolbat       | Mariupol'       | fine prestito          |
| C        | Danylo Ihnatenko    | Mariupol'       | fine prestito          |
| C        | Maycon              | Corinthians     | definitivo (6,6 mln €) |
| C        | Andrij Totovyc'kyj  | Mariupol'       | fine prestito          |
| C        | Oleksij Zinkevyč    | Oleksandrija    | fine prestito          |
| A        | Pylyp Budkivs'kyj   | Anži            | fine prestito          |
| A        | Marquinhos Cipriano | San Paolo       | definitivo (1 mln €)   |
| A        | Fernando            | Palmeiras       | definitivo (5,5 mln €) |
| A        | Júnior Moraes       | Dinamo Kiev     | svincolato             |
| A        | Olarenwaju Kayode   | Manchester City | definitivo (3 mln €)   |
| A        | Andrij Totovyc'kyj  | Mariupol'       | fine prestito          |

| Cessioni | Cessioni               | Cessioni          | Cessioni              |
| R.       | Nome                   | da                | Modalità              |
| -------- | ---------------------- | ----------------- | --------------------- |
| P        | Mykyta Ševčenko        | Karpaty           | prestito              |
| D        | Márcio Azevedo         | Athl. Paranaense  | svincolato            |
| D        | Dodô                   | Vitória Guimarães | prestito              |
| D        | Eduard Sobol'          | Jablonec          | prestito              |
| D        | Darijo Srna            | Cagliari          | svincolato            |
| C        | Bernard                | Everton           | svincolato            |
| C        | Fred                   | Manchester Utd    | definitivo (59 mln €) |
| C        | Dmytro Hrečyškin       |                   | svincolato            |
| C        | Danylo Ihnatenko       | Mariupol'         | prestito              |
| C        | Ivan Petrjak           | Ferencváros       | prestito              |
| C        | Oleksij Zinkevyč       | Volyn'            | prestito              |
| C        | Oleksandr Zubkov       | Mariupol'         | prestito              |
| A        | Giorgi Arabidze        | Nacional          | definitivo            |
| A        | Gustavo Blanco Leschuk | Malaga            | prestito              |
| A        | Pylyp Budkivs'kyj      | Sochaux           | prestito              |
| A        | Facundo Ferreyra       | Benfica           | svincolato            |
| A        | Ruslan Fomin           | Mariupol'         | svincolato            |

### Sessione invernale
| Acquisti | Acquisti           | Acquisti            | Acquisti               |
| R.       | Nome               | da                  | Modalità               |
| -------- | ------------------ | ------------------- | ---------------------- |
| P        | Mykyta Ševčenko    | Karpaty             | fine prestito          |
| D        | Valerij Bondarenko | Oleksandrija        | definitivo (0,6 mln €) |
| D        | Ihor Duc'          | Ruch Vynnyky        | fine prestito          |
| C        | Marcos Antônio     | Estoril Praia       | definitivo (3,5 mln €) |
| C        | Serhij Hryn'       | Arsenal Kiev        | fine prestito          |
| C        | Manor Solomon      | Maccabi Petah Tiqwa | definitivo (6 mln €)   |
| C        | Serhij Vakulenko   | Olimpik Donec'k     | fine prestito          |
| A        | Pylyp Budkivs'kyj  | Sochaux             | fine prestito          |
| A        | Danylo Sikan       | Karpaty             | definitivo             |
| A        | Tetê               | Grêmio              | definitivo (15 mln €)  |

| Cessioni | Cessioni               | Cessioni              | Cessioni              |
| R.       | Nome                   | da                    | Modalità              |
| -------- | ---------------------- | --------------------- | --------------------- |
| P        | Mykyta Ševčenko        | Zorja                 | definitivo            |
| D        | Oleh Dančenko          | Enisej                | prestito              |
| D        | Ihor Duc'              | Ruch Vynnyky          | definitivo            |
| D        | Jaroslav Rakyc'kyj     | Zenit San Pietroburgo | definitivo (10 mln €) |
| C        | Serhij Hryn'           | Vejle                 | svincolato            |
| C        | Mychajlo Mudryk        | Arsenal Kiev          | prestito              |
| C        | V″jačeslav Tankovs'kyj | Arsenal Kiev          | prestito              |
| C        | Serhij Vakulenko       | Arsenal Kiev          | prestito              |
| A        | Pylyp Budkivs'kyj      | Zorja                 | svincolato            |
| A        | Artem Dudik            | Sluck                 | prestito              |
| A        | Danylo Sikan           | Mariupol'             | prestito              |

## Risultati

### Prem"jer-liha

#### Girone d'andata
| Arbitro: | Abdula (Charkiv) |

|  |           |                          |
|  | Marcatori | 31’ J. Moraes 55’ Marlos |

| Arbitro: | Romanov (Dnipro) |

|                                       |           |  |
| J. Moraes 10’ Fernando 32’ Taison 37’ | Marcatori |  |

| Arbitro: | Možarovs'kyj (Leopoli) |

|            |           |  |
| Verbič 64’ | Marcatori |  |

| Arbitro: | Balakin (Kiev) |

|                                                        |           |            |
| Marlos 50’ Stepanenko 59’ Khocholava 62’ J. Moraes 74’ | Marcatori | 25’ Šarpar |

| Arbitro: | Bojko (Kiev) |

|  |           |                       |
|  | Marcatori | 21’ Marlos 90’ Bolbat |

| Arbitro: | Kutakov (Brovary) |

|                                  |           |                                                   |
| H. Pasič 19’ Dančenko 76’ (aut.) | Marcatori | 11’ Marlos 17’, 33’, 75’ J. Moraes 42’ Stepanenko |

| Arbitro: | Monzul' (Charkiv) |

|                               |           |  |
| J. Moraes 43’ Dawa 56’ (aut.) | Marcatori |  |

| Arbitro: | Kozyk (Mukačevo) |

|  |           |                          |
|  | Marcatori | 26’ Marlos 87’ Kovalenko |

| Arbitro: | Aranovs'kyj (Kiev) |

|                                               |           |  |
| J. Moraes 57’ Trubočkin 59’ (aut.) Taison 82’ | Marcatori |  |

| Arbitro: | Kopijevs'kyj (Kropyvnyc'kyj) |

|            |           |                                                                                         |
| Šved 90+2’ | Marcatori | 13’ Rakyc'kyj 26’ Fernando 29’ J. Moraes 35’ Marlos 45+1’ (aut.) Borodaj 79’ Matvijenko |

| Arbitro: | Kryvonosov (Kiev) |

|               |           |              |
| J. Moraes 38’ | Marcatori | 49’ Charatin |

#### Girone di ritorno
| Arbitro: | Bojko (Kiev) |

|            |           |  |
| Maycon 88’ | Marcatori |  |

| Arbitro: | Paschal (Cherson) |

|  |           |                                                |
|  | Marcatori | 45’ A. Patrick 55’ Bolbat 63’ (rig.) Kovalenko |

| Arbitro: | Romanov (Dnipro) |

|                               |           |               |
| J. Moraes 54’ Kovalenko 90+5’ | Marcatori | 44’ Šaparenko |

| Arbitro: | Kozyrjac'kyj (Zaporižžja) |

|  |           |                       |
|  | Marcatori | 19’ W. Nem 41’ Maycon |

| Charkiv 23 novembre 2018, ore 19:00 EET 16ª giornata | Šachtar        | 0 – 0 referto | L'viv | Stadio Metalist (3 753 spett.)\| Arbitro: \| Balakin (Kiev) \| |
| Arbitro:                                             | Balakin (Kiev) |               |       |                                                                |

| Arbitro: | Kopijevs'kyj (Kropyvnyc'kyj) |

|                     |           |                          |
| J. Moraes 7’, 90+3’ | Marcatori | 52’ J. Pasič 66’ Balašov |

| Arbitro: | Abdula (Charkiv) |

|  |           |                                         |
|  | Marcatori | 62’ Stepanenko 64’ J. Moraes 70’ Marlos |

| Arbitro: | Kozyk (Mukačevo) |

|                          |           |  |
| Marlos 14’ J. Moraes 35’ | Marcatori |  |

| Arbitro: | Paschal (Cherson) |

|  |           |                   |
|  | Marcatori | 76’ (rig.) Marlos |

| Arbitro: | Šurman (Kiev) |

|                                                        |           |  |
| Kovalenko 6’, 64’ Matvijenko 34’ Maycon 44’ Taison 79’ | Marcatori |  |

| Arbitro: | Romanov (Dnipro) |

|  |           |               |
|  | Marcatori | 25’ J. Moraes |

#### Poule scudetto
| Arbitro: | Šurman (Kiev) |

|  |           |                      |
|  | Marcatori | 12’ (rig.) J. Moraes |

| Arbitro: | Abdula (Charkiv) |

|                                              |           |  |
| Kovalenko 15’ (rig.) Kayode 50’ Maycon 90+1’ | Marcatori |  |

| Kiev 24 aprile 2019, ore 18:30 EEST 25ª giornata | Dinamo Kiev      | 0 – 0 referto | Šachtar | Stadio Olimpico (41 383 spett.)\| Arbitro: \| Romanov (Dnipro) \| |
| Arbitro:                                         | Romanov (Dnipro) |               |         |                                                                   |

| Arbitro: | Aranovs'kyj (Kiev) |

|  |           |            |
|  | Marcatori | 12’ W. Nem |

| Arbitro: | Kozyk (Mukačevo) |

|                                                                      |           |  |
| Alvaro 17’ (aut.) W. Nem 51’ Bolbat 55’ Kovalenko 63’ A. Patrick 76’ | Marcatori |  |

| Arbitro: | Možarovs'kyj (Leopoli) |

|                             |           |            |
| Khocholava 4’ J. Moraes 60’ | Marcatori | 32’ Banada |

| Arbitro: | Balakin (Kiev) |

|  |           |               |
|  | Marcatori | 11’ J. Moraes |

| Arbitro: | Kozyk (Mukačevo) |

|          |           |                     |
| Tetê 50’ | Marcatori | 36’ (rig.) Cyhankov |

| Arbitro: | Kovalenko (Poltava) |

|                                 |           |  |
| Dentinho 52’, 57’, 80’ Tetê 78’ | Marcatori |  |

| Arbitro: | Kozyrjac'kyj (Zaporižžja) |

|  |           |                                            |
|  | Marcatori | 65’ Dentinho 78’ Stepanenko 85’ Matvijenko |

### Coppa d'Ucraina
| Arbitro: | Balakin (Kiev) |

|                                                   |           |                            |
| J. Moraes 63’ (rig.) Totovyc'kyj 66’ Dančenko 83’ | Marcatori | 55’ (rig.) Bilonoh 82’ Haj |

| Arbitro: | Kozyrjac'kyj (Zaporižžja) |

|                                         |                      |                                              |
| J. Moraes 57’                           | Marcatori            | 9’ Harmaš                                    |
| Ismaily Solomon Maycon W. Nem Kovalenko | Tiri di rigore 4 – 3 | Cyhankov Sidcley Kędziora Mykolenko Šepeljev |

| Arbitro: | Paschal (Cherson) |

|  |           |                               |
|  | Marcatori | 87’ Dentinho 90+4’ M. Antônio |

| Arbitro: | Aranovs'kyj (Kiev) |

|                                           |           |  |
| Tetê 28’, 39’ J. Moraes 45+2’ Solomon 65’ | Marcatori |  |

### Champions League

#### Fase a gironi
| Squadra         | Pt | G | V | N | P | GF | GS | DG  |
| --------------- | -- | - | - | - | - | -- | -- | --- |
| Manchester City | 13 | 6 | 4 | 1 | 1 | 16 | 6  | +10 |
| Olympique Lione | 8  | 6 | 1 | 5 | 0 | 12 | 11 | +1  |
| Šachtar         | 6  | 6 | 1 | 3 | 2 | 8  | 16 | -8  |
| Hoffenheim      | 3  | 6 | 0 | 3 | 3 | 11 | 14 | -3  |

| Arbitro: | Kehlet |

|                        |           |                             |
| Ismaily 27’ Maycon 81’ | Marcatori | 6’ Grillitsch 38’ Nordtveit |

| Arbitro: | Treimanis |

|                        |           |                    |
| Dembélé 70’ Dubois 72’ | Marcatori | 44’, 55’ J. Moraes |

| Arbitro: | del Cerro Grande |

|  |           |                                          |
|  | Marcatori | 30’ Silva 35’ Laporte 70’ Bernardo Silva |

| Arbitro: | Kassai |

|                                                                          |           |  |
| Silva 13’ G. Jesus 24’ (rig.), 72’ (rig.), 90+2’ Sterling 48’ Mahrez 84’ | Marcatori |  |

| Arbitro: | Kružliak |

|                        |           |                               |
| Kramarić 17’ Zuber 40’ | Marcatori | 13’ Ismaily 15’, 90+2’ Taison |

| Arbitro: | Kuipers |

|               |           |           |
| J. Moraes 22’ | Marcatori | 65’ Fekir |

### Europa League

#### Sedicesimi di finale
| Arbitro: | Taylor |

|                              |           |                           |
| Marlos 10’ (rig.) Taison 67’ | Marcatori | 7’ Hinteregger 50’ Kostić |

| Arbitro: | Mateu Lahoz |

|                                            |           |               |
| Jović 23’ Haller 27’ (rig.), 80’ Rebić 88’ | Marcatori | 64’ J. Moraes |

### Supercoppa
| Arbitro: | Truchanov (Charkiv) |

|  |           |                 |
|  | Marcatori | 18’ Bujal's'kij |

## Statistiche

### Statistiche di squadra
| Competizione         | Punti | In casa | In casa | In casa | In casa | In casa | In casa | In trasferta | In trasferta | In trasferta | In trasferta | In trasferta | In trasferta | Totale | Totale | Totale | Totale | Totale | Totale | DR  |
| Competizione         | Punti | G       | V       | N       | P       | Gf      | Gs      | G            | V            | N            | P            | Gf           | Gs           | G      | V      | N      | P      | Gf     | Gs     | DR  |
| -------------------- | ----- | ------- | ------- | ------- | ------- | ------- | ------- | ------------ | ------------ | ------------ | ------------ | ------------ | ------------ | ------ | ------ | ------ | ------ | ------ | ------ | --- |
| Prem'er-Liha         | 83    | 16      | 12      | 4       | 0       | 40      | 7       | 16           | 14           | 1            | 1            | 33           | 4            | 32     | 26     | 5      | 1      | 73     | 11     | +62 |
| Coppa d'Ucraina      | -     | 2       | 1       | 1       | 0       | 4       | 3       | 2            | 2            | 0            | 0            | 6            | 0            | 4      | 3      | 1      | 0      | 10     | 3      | +7  |
| Champions League     | 6     | 3       | 0       | 2       | 1       | 3       | 6       | 3            | 1            | 1            | 1            | 5            | 10           | 6      | 1      | 3      | 2      | 8      | 16     | -8  |
| Europa League        | -     | 1       | 0       | 1       | 0       | 2       | 2       | 1            | 0            | 0            | 1            | 1            | 4            | 2      | 0      | 1      | 1      | 3      | 6      | -3  |
| Supercoppa d'Ucraina | -     | 0       | 0       | 0       | 0       | 0       | 0       | 1            | 0            | 0            | 1            | 0            | 1            | 1      | 0      | 0      | 1      | 0      | 1      | -1  |
| Totale               | 89    | 22      | 13      | 8       | 1       | 49      | 18      | 23           | 17           | 2            | 4            | 45           | 19           | 45     | 30     | 10     | 5      | 94     | 37     | +57 |

### Andamento in campionato
| Giornata  | 1 | 2 | 3 | 4 | 5 | 6 | 7 | 8 | 9 | 10 | 11 | 12 | 13 | 14 | 15 | 16 | 17 | 18 | 19 | 20 | 21 | 22 | 23 | 24 | 25 | 26 | 27 | 28 | 29 | 30 | 31 | 32 |
| --------- | - | - | - | - | - | - | - | - | - | -- | -- | -- | -- | -- | -- | -- | -- | -- | -- | -- | -- | -- | -- | -- | -- | -- | -- | -- | -- | -- | -- | -- |
| Luogo     | T | C | T | C | T | T | C | T | C | T  | C  | C  | T  | C  | T  | C  | C  | T  | C  | T  | C  | T  | T  | C  | T  | T  | C  | C  | T  | C  | C  | T  |
| Risultato | V | V | P | V | V | V | V | V | V | V  | N  | V  | V  | V  | V  | N  | N  | V  | V  | V  | V  | V  | V  | V  | N  | V  | V  | V  | V  | N  | V  | V  |
| Posizione | 3 | 1 | 3 | 2 | 1 | 1 | 1 | 1 | 1 | 1  | 1  | 1  | 1  | 1  | 1  | 1  | 1  | 1  | 1  | 1  | 1  | 1  | 1  | 1  | 1  | 1  | 1  | 1  | 1  | 1  | 1  | 1  |

Legenda:

Luogo: C = Casa; T = Trasferta. Risultato: V = Vittoria; N = Pareggio; P = Sconfitta.

### Statistiche dei giocatori
Sono in corsivo i calciatori che hanno lasciato la società a stagione in corso.
| Giocatore      | Prem'er-Liha | Prem'er-Liha | Prem'er-Liha | Prem'er-Liha | Coppa d'Ucraina | Coppa d'Ucraina | Coppa d'Ucraina | Coppa d'Ucraina | UEFA Champions League + UEFA Europa League | UEFA Champions League + UEFA Europa League | UEFA Champions League + UEFA Europa League | UEFA Champions League + UEFA Europa League | Supercoppa d'Ucraina | Supercoppa d'Ucraina | Supercoppa d'Ucraina | Supercoppa d'Ucraina | Totale   | Totale | Totale      | Totale     |
| Giocatore      | Presenze     | Reti         | Ammonizioni  | Espulsioni   | Presenze        | Reti            | Ammonizioni     | Espulsioni      | Presenze                                   | Reti                                       | Ammonizioni                                | Espulsioni                                 | Presenze             | Reti                 | Ammonizioni          | Espulsioni           | Presenze | Reti   | Ammonizioni | Espulsioni |
| -------------- | ------------ | ------------ | ------------ | ------------ | --------------- | --------------- | --------------- | --------------- | ------------------------------------------ | ------------------------------------------ | ------------------------------------------ | ------------------------------------------ | -------------------- | -------------------- | -------------------- | -------------------- | -------- | ------ | ----------- | ---------- |
| M. Antônio     | 8            | 0            | 1            | 0            | 2               | 1               | 0               | 0               | 0                                          | 0                                          | 0                                          | 0                                          | 0                    | 0                    | 0                    | 0                    | 10       | 1      | 1           | 0          |
| S. Bolbat      | 20           | 3            | 2            | 0            | 3               | 0               | 1               | 0               | 4+2                                        | 0                                          | 1+1                                        | 0                                          | 1                    | 0                    | 0                    | 0                    | 30       | 3      | 5           | 0          |
| V. Bondar      | 1            | 0            | 0            | 0            | 0               | 0               | 0               | 0               | 0                                          | 0                                          | 0                                          | 0                                          | 0                    | 0                    | 0                    | 0                    | 1        | 0      | 0           | 0          |
| V. Bondarenko  | 1            | 0            | 0            | 0            | 0               | 0               | 0               | 0               | 0                                          | 0                                          | 0                                          | 0                                          | 0                    | 0                    | 0                    | 0                    | 1        | 0      | 0           | 0          |
| B. Butko       | 14           | 0            | 0            | 0            | 0               | 0               | 0               | 0               | 3+2                                        | 0                                          | 0                                          | 0                                          | 0                    | 0                    | 0                    | 0                    | 19       | 0      | 0           | 0          |
| M. Cipriano    | 5            | 0            | 0            | 0            | 0               | 0               | 0               | 0               | 0                                          | 0                                          | 0                                          | 0                                          | 0                    | 0                    | 0                    | 0                    | 5        | 0      | 0           | 0          |
| O. Dančenko    | 9            | 0            | 2            | 0            | 1               | 1               | 0               | 0               | 1+0                                        | 0                                          | 1+0                                        | 0                                          | 1                    | 0                    | 1                    | 0                    | 12       | 1      | 4           | 0          |
| Dentinho       | 12           | 4            | 2            | 0            | 2               | 1               | 0               | 0               | 2+0                                        | 0                                          | 0                                          | 0                                          | 0                    | 0                    | 0                    | 0                    | 16       | 5      | 2           | 0          |
| Fernando       | 18           | 2            | 2            | 0            | 1               | 0               | 0               | 0               | 2+0                                        | 0                                          | 0                                          | 0                                          | 1                    | 0                    | 1                    | 0                    | 22       | 2      | 3           | 0          |
| Ismaily        | 27           | 0            | 2            | 0            | 3               | 0               | 0               | 0               | 6+2                                        | 2+0                                        | 0                                          | 0                                          | 1                    | 0                    | 0                    | 1                    | 39       | 2      | 2           | 1          |
| O. Kayode      | 10           | 1            | 0            | 1            | 2               | 0               | 0               | 0               | 3+1                                        | 0                                          | 0                                          | 0                                          | 0                    | 0                    | 0                    | 0                    | 16       | 1      | 0           | 1          |
| D. Khocholava  | 25           | 2            | 5            | 1            | 3               | 0               | 1               | 0               | 3+2                                        | 0                                          | 0                                          | 0                                          | 0                    | 0                    | 0                    | 0                    | 33       | 2      | 6           | 1          |
| V. Kovalenko   | 25           | 7            | 3            | 0            | 3               | 0               | 1               | 0               | 6+2                                        | 0                                          | 0                                          | 0                                          | 1                    | 0                    | 0                    | 0                    | 37       | 7      | 4           | 0          |
| S. Kryvcov     | 21           | 0            | 6            | 0            | 4               | 0               | 0               | 0               | 5+1                                        | 0                                          | 2+1                                        | 0                                          | 1                    | 0                    | 0                    | 0                    | 32       | 0      | 9           | 0          |
| O. Kudryk      | 1            | -0           | 0            | 0            | 0               | 0               | 0               | 0               | 0                                          | 0                                          | 0                                          | 0                                          | 0                    | 0                    | 0                    | 0                    | 1        | 0      | 0           | 0          |
| M. Malyšev     | 3            | 0            | 0            | 0            | 0               | 0               | 0               | 0               | 0+1                                        | 0                                          | 0                                          | 0                                          | 0                    | 0                    | 0                    | 0                    | 4        | 0      | 0           | 0          |
| Marlos         | 19           | 9            | 3            | 0            | 1               | 0               | 0               | 0               | 3+2                                        | 0+1                                        | 0                                          | 0                                          | 1                    | 0                    | 0                    | 0                    | 26       | 10     | 3           | 0          |
| M. Matvijenko  | 18           | 3            | 1            | 0            | 3               | 0               | 0               | 0               | 5+1                                        | 0                                          | 1+1                                        | 0                                          | 0                    | 0                    | 0                    | 0                    | 27       | 3      | 3           | 0          |
| Maycon         | 21           | 4            | 4            | 0            | 2               | 0               | 1               | 0               | 6+1                                        | 1+0                                        | 0                                          | 0                                          | 0                    | 0                    | 0                    | 0                    | 30       | 5      | 5           | 0          |
| J. Moraes      | 27           | 19           | 9            | 0            | 3               | 3               | 1               | 1               | 6+2                                        | 3+1                                        | 1+1                                        | 0                                          | 1                    | 0                    | 1                    | 0                    | 39       | 26     | 13          | 1          |
| M. Mudryk      | 0            | 0            | 0            | 0            | 1               | 0               | 0               | 0               | 0                                          | 0                                          | 0                                          | 0                                          | 0                    | 0                    | 0                    | 0                    | 1        | 0      | 0           | 0          |
| W. Nem         | 15           | 3            | 2            | 0            | 4               | 0               | 1               | 0               | 2+0                                        | 0                                          | 0                                          | 0                                          | 0                    | 0                    | 0                    | 0                    | 21       | 3      | 3           | 0          |
| I. Ordec'      | 2            | 0            | 0            | 0            | 0               | 0               | 0               | 0               | 0                                          | 0                                          | 0                                          | 0                                          | 0                    | 0                    | 0                    | 0                    | 2        | 0      | 0           | 0          |
| A. Patrick     | 27           | 2            | 5            | 0            | 3               | 0               | 1               | 0               | 5+2                                        | 0                                          | 1+0                                        | 0                                          | 1                    | 0                    | 0                    | 0                    | 38       | 2      | 7           | 0          |
| A. Pjatov      | 27           | -11          | 0            | 0            | 2               | -1              | 0               | 0               | 6+2                                        | -16+-6                                     | 1+0                                        | 0                                          | 1                    | -1                   | 0                    | 0                    | 38       | -35    | 1           | 0          |
| J. Rakyc'kyj   | 11           | 1            | 6            | 0            | 0               | 0               | 0               | 0               | 4+0                                        | 0                                          | 1+0                                        | 0                                          | 1                    | 0                    | 0                    | 0                    | 16       | 1      | 7           | 0          |
| O. Ševčenko    | 3            | -0           | 0            | 0            | 2               | -2              | 0               | 0               | 0                                          | 0                                          | 0                                          | 0                                          | 0                    | 0                    | 0                    | 0                    | 5        | -2     | 0           | 0          |
| M. Solomon     | 11           | 0            | 0            | 0            | 3               | 1               | 1               | 0               | 0+2                                        | 0                                          | 0                                          | 0                                          | 0                    | 0                    | 0                    | 0                    | 16       | 1      | 1           | 0          |
| T. Stepanenko  | 26           | 4            | 8            | 0            | 2               | 0               | 1               | 0               | 6+1                                        | 0                                          | 1+2                                        | 0+1                                        | 1                    | 0                    | 0                    | 0                    | 36       | 4      | 12          | 1          |
| Taison         | 25           | 3            | 4            | 0            | 3               | 0               | 1               | 0               | 5+2                                        | 2+1                                        | 0                                          | 0                                          | 0                    | 0                    | 0                    | 0                    | 35       | 6      | 5           | 0          |
| V. Tankovs'kyj | 0            | 0            | 0            | 0            | 0               | 0               | 0               | 0               | 0                                          | 0                                          | 0                                          | 0                                          | 0                    | 0                    | 0                    | 0                    | 0        | 0      | 0           | 0          |
| Tetê           | 8            | 2            | 1            | 0            | 2               | 2               | 0               | 0               | 0                                          | 0                                          | 0                                          | 0                                          | 0                    | 0                    | 0                    | 0                    | 10       | 4      | 1           | 0          |
| A. Totovyc'kyj | 6            | 0            | 0            | 0            | 1               | 1               | 0               | 0               | 0                                          | 0                                          | 0                                          | 0                                          | 1                    | 0                    | 1                    | 0                    | 8        | 1      | 1           | 0          |
| A. Trubin      | 1            | -0           | 0            | 0            | 0               | 0               | 0               | 0               | 0                                          | 0                                          | 0                                          | 0                                          | 0                    | 0                    | 0                    | 0                    | 1        | 0      | 0           | 0          |